# Tour de Utah 2012
La 8.ª edición de la competición ciclista en ruta Tour de Utah, se disputó desde el 7 al 12 de agosto de 2012.
Contó con seis etapas (sin el prólogo inicial como la edición anterior), comenzando en Ogden y finalizando Park City tras 875 km de recorrido.
Por segunda vez fue incluida en el calendario internacional americano, siendo la 27.ª carrera del UCI America Tour 2011-2012.
El vencedor fue el suizo defensor del equipo BMC Johann Tschopp, que además ganó la etapa reina con final en la estación de esquí de Alta. Tschopp que en la clasificación general se encontraba a un minuto del líder Christian Vande Velde, atacó en solitario en el último puerto de la jornada arribando con un minuto y 38 segundos de ventaja sobre Vande Velde, posicionándose como nuevo líder hasta el final de la carrera.

## Equipos participantes
Participaron 17 equipos siendo 6 de categoría UCI ProTeam, 5 Profesionales Continentales y 6 Continentales. Todos los equipos estuvieron integrados al inicio de la carrera por 8 ciclistas, excepto el BMC, Rabobank y NetApp (7) y el Liquigas y Omega Pharma-Quick Step (6), totalizando 129 competidores de los que 93 llegaron al final. 
| Nº | Ciclista          | Posición |
| 1  | Levi Leipheimer   | 6º       |
| 2  | Martin Velits     | 65º      |
| 3  | Peter Velits      | 56.º     |
| 4  | Matthew Brammeier | Ab.      |
| 5  | Jeroen Hoorne     | 60.º     |
| 6  | Francesco Chicchi | Ab.      |

| Nº | Ciclista             | Posición |
| 11 | Tom Danielson        | 11º      |
| 12 | Tyler Farrar         | Ab.      |
| 13 | Nathan Haas          | 87.º     |
| 14 | Jacob Rathe          | Ab.      |
| 15 | Peter Stetina        | 13º      |
| 16 | Christian Vandevelde | 12º      |
| 17 | David Zabriskie      | Ab.      |
| 18 | Alex Howes           | 89.º     |

| Nº | Ciclista          | Posición |
| 21 | Brent Bookwalter  | 19º      |
| 22 | Mathias Frank     | 10º      |
| 23 | Ivan Santaromita  | 52.º     |
| 24 | Michael Schär     | 43.º     |
| 25 | Johann Tschopp    | 1º       |
| 26 | Lawrence Warbasse | 53.º     |
| 27 | Mathias Flückiger | 28º      |

| Nº | Ciclista         | Posición |
| 31 | Chris Horner     | 7º       |
| 32 | George Bennett   | 14º      |
| 33 | Matthew Busche   | 2º       |
| 34 | Benjamin King    | 42.º     |
| 35 | Joost Posthuma   | 73.º     |
| 36 | Thomas Rohregger | Ab.      |
| 37 | Jens Voigt       | 64.º     |
| 38 | Oliver Zaugg     | 45.º     |

| Nº | Ciclista          | Posición |
| 41 | Wilco Kelderman   | 18º      |
| 42 | Jetse Bol         | 88.º     |
| 43 | Steven Kruijswijk | 9º       |
| 44 | Tom Leezer        | 71.º     |
| 45 | Michael Matthews  | 58.º     |
| 46 | Tom Slagter       | 51.º     |
| 47 | Marc Goos         | 25º      |

| Nº | Ciclista       | Posición |
| 51 | Timothy Duggan | 26º      |
| 52 | Valerio Agnoli | 62.º     |
| 53 | Damiano Caruso | 36.º     |
| 54 | Ted King       | 75.º     |
| 55 | Paolo Longo    | 41.º     |
| 56 | Marco Benfatto | Ab.      |

| N.º | Ciclista           | Posición |
| 61  | Patrick Gretsch    | 79.º     |
| 62  | Ronan van Zandbeek | Ab.      |
| 63  | Tom Stamsnijder    | Ab.      |
| 64  | Yann Huguet        | 35º      |
| 65  | Thomas Bonnin      | Ab.      |
| 66  | Matthieu Sprick    | 61.º     |
| 67  | Dominic Klemme     | Ab.      |
| 68  | Jonas Ahlstrand    | Ab.      |

| Nº | Ciclista            | Posición |
| 71 | Bartosz Huzarski    | 54.º     |
| 72 | Leopold König       | 3º       |
| 73 | Andreas Schillinger | 69.º     |
| 74 | Cesare Benedetti    | 81.º     |
| 75 | Marcel Wyss         | Ab.      |
| 76 | Andreas Dietziker   | 66.º     |
| 77 | Reto Hollenstein    | 39.º     |
| 78 | Matthias Brandle    | Ab.      |

| N.º | Ciclista       | Posición |
| 81  | David Boily    | 90.º     |
| 82  | Flavio De Luna | Ab.      |
| 83  | Lucas Euser    | 8º       |
| 84  | Caleb Fairly   | Ab.      |
| 85  | Hugo Houle     | 70.º     |
| 86  | Ryan Roth      | 82.º     |
| 87  | Will Routley   | Ab.      |
| 88  | Brian Vandborg | 77.º     |

| Nº | Ciclista        | Posición |
| 91 | Rory Sutherland | 31.º     |
| 92 | Hilton Clarke   | Ab.      |
| 93 | Philip Deignan  | Ab.      |
| 94 | Robert Förster  | Ab.      |
| 95 | Jacobe Keough   | Ab.      |
| 96 | Ben Day         | 33.º     |
| 97 | Chris Jones     | 67.º     |
| 98 | Jeff Louder     | 59.º     |

| N.º | Ciclista            | Posición |
| 101 | Craig Lewis         | 48.º     |
| 102 | Chris Butler        | 16º      |
| 103 | William Clarke      | 92.º     |
| 104 | Pengda Jiao         | Ab.      |
| 105 | Biao Liu            | Ab.      |
| 106 | Matthias Friedemann | Ab.      |
| 107 | Cameron Wurf        | 44.º     |
| 108 | Gang Xu             | 85.º     |

| Nº  | Ciclista            | Posición |
| 111 | Christopher Baldwin | 20º      |
| 112 | Jeremy Vennell      | 83.º     |
| 113 | Ben Jacques-Maynes  | 37º      |
| 114 | Carter Jones        | 40.º     |
| 115 | Chris Barton        | Ab.      |
| 116 | Alex Vanias         | Ab.      |
| 117 | Julian Kyer         | Ab.      |
| 118 | Joseph Schmalz      | Ab.      |

| Nº  | Ciclista          | Posición |
| 121 | Francisco Mancebo | 17º      |
| 122 | Tommy Nankervis   | Ab.      |
| 123 | Thomas Rabou      | 68.º     |
| 124 | Max Jenkins       | 22.º     |
| 125 | David Williams    | Ab.      |
| 126 | Tylor Sheldon     | 57.º     |
| 127 | Mike Olheiser     | 32º      |
| 128 | Ian Burnett       | 80.º     |

| N.º | Ciclista        | Posición |
| 131 | Jesse Anthony   | 49.º     |
| 132 | Andrew Bajadali | 23º      |
| 133 | Alex Candelario | 74.º     |
| 134 | Michael Creed   | 29.º     |
| 135 | Marsh Cooper    | 63.º     |
| 136 | Reid Mumford    | 86.º     |
| 137 | Sebastian Salas | Ab.      |
| 138 | Scott Zwizanski | 78.º     |

| N.º | Ciclista             | Posición |
| 141 | Fred Rodríguez       | 72.º     |
| 142 | Andrés Díaz Corrales | 55.º     |
| 143 | Matt Cooke           | 24º      |
| 144 | Noé Gianetti         | Ab.      |
| 145 | Morgan Schmitt       | 91.º     |
| 146 | Kirk Carlsen         | 84.º     |
| 147 | Serghei Tvetcov      | 50.º     |
| 148 | Sam Johnson          | 93.º     |

| Nº  | Ciclista        | Posición |
| 151 | Josh Atkins     | 46.º     |
| 152 | Ian Boswell     | 5º       |
| 153 | Lawson Craddock | Ab.      |
| 154 | Joe Dombrowski  | 4º       |
| 155 | Gavin Mannion   | 38.º     |
| 156 | Connor O'Leary  | Ab.      |
| 157 | James Oram      | 76.º     |
| 158 | Jasper Stuyven  | Ab.      |

| Nº  | Ciclista             | Posición |
| 161 | Rafael Infantino     | 34.º     |
| 162 | Jorge Castiblanco    | 30.º     |
| 163 | Francisco Colorado   | 15º      |
| 164 | Ramiro Rincón        | Ab.      |
| 165 | Róbigzon Oyola       | 47.º     |
| 166 | Freddy Piamonte      | 21º      |
| 167 | Edward Beltrán       | 27º      |
| 168 | Javier Eduardo Gómez | Ab.      |

## Etapas
La 1.ª etapa inició y finalizó en Ogden, luego de un trayecto de ida y vuelta hasta Henefer. El recorrido incluyó transitar por los montes Wasatch ascendiendo 5 puertos de montaña incluyendo el North Ogden Pass a 20 km para la meta. La 2.ª etapa fue una contrarreloj por equipos en el autódromo Miller Motorsports Park (en las cercanías de la ciudad de Tooele). En la 3.ª nuevamente transitó los montes Wasatch, se comenzó en Ogden y ascendieron el North Ogden Pass y el Big Mountain Pass (9 km al 7%), los ciclistas tuvieron 25 km de descenso hasta Salt Lake City. La 4.ª etapa fue la única mayormente plana. Sin puertos de montaña, comenzó en Lehi y finalizó en Salt Lake City. La 5.ª etapa fue la denominada "etapa reina", comenzando en Park City tuvo 4 puertos de montaña y llegada en alto en la estación de esquí Snowbird en Alta. La última etapa fue un circuito de 123 km comenzando y finalizando en Park City. Tuvo 2 puertos, el primero de ellos de sólo 3,5 km pero rampas del 22% y el segundo de 16 km de longitud y un porcentaje de ascenso del 6% para luego descender hasta e Park City.
| Etapa | Fecha        | Recorrido                               | Km         | Ganador          | Líder                 |
| 1.ª   | 7 de agosto  | Ogden-Henefer-Ogden                     | 211        | Rory Sutherland  | Rory Sutherland       |
| 2.ª   | 8 de agosto  | Contrarreloj en Miller Motorsports Park | 21,8 (CRE) | Garmin-Sharp     | Christian Vande Velde |
| 3.ª   | 9 de agosto  | Ogden-Salt Lake City                    | 137        | Michael Matthews | Christian Vande Velde |
| 4.ª   | 10 de agosto | Lehi-Salt Lake City                     | 219,8      | Jack Keough      | Christian Vande Velde |
| 5.ª   | 11 de agosto | Park City-Estación de Esquí de Alta     | 162,8      | Johann Tschopp   | Johann Tschopp        |
| 6.ª   | 12 de agosto | Park City-Park City                     | 123,5      | Levi Leipheimer  | Johann Tschopp        |

## Clasificaciones finales
- Las clasificaciones culminaron de la siguiente forma:[10]

### Clasificación general
| Posición | Ciclista          | Equipo                    | Tiempo           |
| -------- | ----------------- | ------------------------- | ---------------- |
|          | Johann Tschopp    | BMC Racing Team           | 21 h 26 min 32 s |
| 2        | Matthew Busche    | RadioShack-Nissan         | a 43 s           |
| 3        | Leopold König     | Team NetApp               | a 49 s           |
| 4        | Joe Dombrowski    | Bontrager Livestrong Team | a 58 s           |
| 5        | Ian Boswell       | Bontrager Livestrong Team | a 1 min 3 s      |
| 6        | Levi Leipheimer   | Omega Pharma-Quick Step   | a 1 min 8 s      |
| 7        | Chris Horner      | RadioShack-Nissan         | a 1 min 19 s     |
| 8        | Lucas Euser       | SpiderTech powered by C10 | a 1 min 21 s     |
| 9        | Steven Kruijswijk | Rabobank                  | a 1 min 29 s     |
| 10       | Mathias Frank     | BMC Racing Team           | a 1 min 31 s     |

| 11 | Tom Danielson         | Garmin-Sharp        | a 1 min 32 s |
| 12 | Christian Vande Velde | Garmin-Sharp        | a 2 min 56 s |
| 13 | Peter Stetina         | Garmin-Sharp        | a 3 min 13 s |
| 14 | George Bennett        | RadioShack-Nissan   | a 4 min 8 s  |
| 15 | Francisco Colorado    | EPM-UNE             | a 6 min 4 s  |
| 16 | Chris Butler          | Champion System     | a 6 min 22 s |
| 17 | Francisco Mancebo     | Competitive Cyclist | a 6 min 39 s |
| 18 | Wilco Kelderman       | Rabobank            | a 6 min 56 s |
| 19 | Brent Bookwalter      | BMC Racing Team     | a 7 min 10 s |
| 20 | Chris Butler          | Bissell Cycling     | a 7 min 10 s |

### Clasificación por puntos
| Posición | Ciclista         | Equipo           | Puntos |
| -------- | ---------------- | ---------------- | ------ |
|          | Michael Matthews | Rabobank         | 42     |
| 2        | Rory Sutherland  | UnitedHealthcare | 25     |
| 3        | Brent Bookwalter | BMC Racing       | 23     |

### Clasificación de la montaña
| Posición | Ciclista           | Equipo                    | Puntos |
| -------- | ------------------ | ------------------------- | ------ |
|          | Ben Jacques-Maynes | Bissell Cycling           | 38     |
| 2        | Lucas Euser        | SpiderTech powered by C10 | 31     |
| 3        | Timothy Duggan     | Liquigas-Cannondale       | 31     |

### Clasificación de los jóvenes
| Posición | Ciclista       | Equipo               | Puntos           |
| -------- | -------------- | -------------------- | ---------------- |
|          | Joe Dombrowski | Bontrager Livestrong | 21 h 27 min 30 s |
| 2        | Ian Boswell    | Bontrager Livestrong | a 5 s            |
| 3        | George Bennett | RadioShack-Nissan    | a 3 min 10 s     |

### Clasificación por equipos
| Posición | Equipo               | Tiempo           |
| -------- | -------------------- | ---------------- |
|          | RadioShack-Nissan    | 64 h 25 min 46 s |
| 2        | Garmin-Sharp         | a 58 s           |
| 3        | BMC Racing           | a 2 min 37 s     |
| 4        | Bontrager Livestrong | a 6 min 30 s     |
| 5        | Rabobank             | a 11 min 29 s    |

## Evolución de las clasificaciones
| Etapa (Vencedor)              | Clasificación general | Clasificación por puntos | Clasificación de la montaña | Clasificación de los jóvenes | Clasificación por equipos | Premio de la combatividad |
| ----------------------------- | --------------------- | ------------------------ | --------------------------- | ---------------------------- | ------------------------- | ------------------------- |
| 1ª etapa (Rory Sutherland)    | Rory Sutherland       | Rory Sutherland          | Ben Jacques-Maynes          | Lawson Craddock              | BMC                       | Jesse Anthony             |
| 2ª etapa (CRE) (Garmin-Sharp) | Christian Vande Velde | Rory Sutherland          | Ben Jacques-Maynes          | Wilco Kelderman              | Garmin-Sharp              | No entregado              |
| 3ª etapa (Michael Matthews)   | Christian Vande Velde | Michael Matthews         | Timothy Duggan              | Wilco Kelderman              | Garmin-Sharp              | Johann Tschopp            |
| 4ª etapa (Jacobe Keough)      | Christian Vande Velde | Michael Matthews         | Timothy Duggan              | Wilco Kelderman              | Garmin-Sharp              | Jasper Stuyven            |
| 5ª etapa (Johann Tschopp)     | Johann Tschopp        | Michael Matthews         | Ben Jacques-Maynes          | Joe Dombrowski               | Garmin-Sharp              | Francisco Mancebo         |
| 6ª etapa (Levi Leipheimer)    | Johann Tschopp        | Michael Matthews         | Ben Jacques-Maynes          | Joe Dombrowski               | RadioShack-Nissan         | Rory Sutherland           |
| Final                         | Johann Tschopp        | Michael Matthews         | Ben Jacques-Maynes          | Joe Dombrowski               | RadioShack-Nissan         |                           |

## UCI America Tour
La carrera al estar integrada al calendario internacional americano 2011-2012 otorgó puntos para dicho campeonato. El baremo de puntuación es el siguiente:
| Posición                    | 1.º | 2.º | 3.º | 4.º | 5.º | 6.º | 7.º | 8.º | 9.º | 10.º | 11.º | 12.º |
| Clasificación general final | 80  | 56  | 32  | 24  | 20  | 16  | 12  | 8   | 7   | 6    | 5    | 3    |
| Por etapa                   | 16  | 11  | 6   | 5   | 4   | 2   |     |     |     |      |      |      |
| Líder General por etapa     | 8   |     |     |     |     |     |     |     |     |      |      |      |

- Nota:Es importante destacar que los puntos que obtienen ciclistas de equipos UCI ProTeam no son tomados en cuenta en ésta clasificación (excepto aquellos que son aprendices desde el 1 de agosto), ya que el UCI America Tour es una clasificación cerrada a ciclistas de equipos Profesionales Continentales, Continentales y amateurs.

Los diez ciclistas que obtuvieron más puntos son los siguientes:
| Ciclista        | Equipo                         | Puntos por la clasificación final | Puntos de etapa | Puntos de líder | Total |
| --------------- | ------------------------------ | --------------------------------- | --------------- | --------------- | ----- |
| Leopold König   | Team NetApp                    | 32                                | 21              | -               | 53    |
| Joe Dombrowski  | Bontrager Livestrong           | 24                                | 8               | -               | 32    |
| Rory Sutherland | UnitedHealthcare               | -                                 | 21,8**          | 8               | 29,8  |
| Ian Boswell     | Bontrager Livestrong           | 20                                | 5               | -               | 25    |
| Jake Keough     | UnitedHealthcare               | -                                 | 16              | -               | 16    |
| Marco Benfatto* | Liquigas-Cannondale            | -                                 | 11              | -               | 11    |
| Lucas Euser     | SpiderTech powered by C10      | 8                                 | 2               | -               | 10    |
| Lawson Craddock | Bontrager Livestrong           | -                                 | 5               | -               | 5     |
| Alex Candelario | Optum-Kelly Benefit Strategies | -                                 | 4               | -               | 4     |
| Caleb Fairly    | SpiderTech powered by C10      | -                                 | 4               | -               | 4     |

- * Ciclista aprendiz en el equipo (stagiaire)
- ** Los puntos con decimales se deben a la contrarreloj por equipos.